# Свети Безсребреници (Ниси)
„Свети Безсребреници“ (на гръцки: Αγίων Αναργύρων) е възрожденска православна църква в берското село Ниси, Егейска Македония, Гърция, част от Берската, Негушка и Камбанийска епархия. През XIX век манастирът е център на едно от двете архиерейски наместничества на Камбанийската епископия и съответно играе важна роля в административните, църковните и социалните проблеми в епархията.

## Архитектура
Храмът е трикорабна базилика, построена в 1813 година и е забележителен пример за църковна архитектура в Берско. В 1969 и в 1986 година църквата е обявена за защитен паметник.

## История
Първите сведения за съществуването на манастира са от архива на камбанийския епископ Теофил Папафилис (1745 - 1795). Важен източник за историята на храма, Камбанийската епископия и изобщо на Урумлъка е ктиторският надпис над горния праг на южната врата. От него се разбира, че манастирът е издигнат на 1 август 1813 година при камбанийския епископ Неофит (1806 - 1828) и при игумена Макарий, което показва наличието на монашеско братство. „Издигането“ (ανέγερση) на католикона трябва да се разбира като обновяване или поддържане на части от съществуващата църква, а не изграждане на ново. Може би авторът на надписа от 1840-те години е преразказал унищожения стар ктиторски надпис. На 1 април 1840 година са отбелязани нови обновителни дейности в притвора на храма при епископ Григорий Катрис (1828 - 1853). Епитроп на манастира е архимандрит Захарий, а игумен не се споменава, което означава, че не е имало братство в манастира. В края на надписа се посочва, че обновяването е направено с помощта на християните от района, което може би е трето обновяване след това в 1813 и 1840 г., и при което е изработен надписът. Очевидно манастирът е възстановяван в 1840 година след като пострадва при Негушкото въстание в 1822 година, когато може би се разпада и братството. Надписът гласи:
| „ | Ἀνηγέρθη ὁ παρῶν ναός, τῶν ἁγίων ἐνδόξων καί θαυματουργῶν Ἀναργύρων Κοσμᾶ καί Δαμιανοῦ ἀρχιερατεύοντος τοῦ θεοφιλεστάτου ἐπισκόπου ἁγίου Καμπανίας κυρίου κυρίου Νεοφύτου καί ἡγουμενεύοντος τοῦ πανοσιωτάτου κυρίου Μακαρίου ἐν ἔτει: ᾳωιγ αὐγούστῳ: α΄: Ὁ δέ νάρθηξ τῆς αὐτῆς μονῆς ἀνακαινήσθη κατά τό ᾳωμ΄ ἔτος Ἀπριλίου: α΄: Ἀρχιερατεύοντος τοῦ θεοφιλεστάτου ἐπισκόπου ἁγίου Καμπανίας κυρίου κυρίου Γρηγορίου. Συνδρομῇ μέν, τοῦ πανοσιωτάτου ἀρχιμανδρίτου κυρίου Ζαχαρίου: τοῦ καί ἐπιτρόπου τῆς ἰδίας μονῆς, δαπάνῃ δέ τῶν ἐλεούντων χριστιανῶν εἰς μνημόσυνόν των: - | “ |

Надписът е с високи художествени и калиграфски качества и е дело на висококвалифициран художник. В храма има икони на Кулакийската художествена школа, но според калиграфските особености надписът по-скоро е дело на Георгиос Мануил и на сина му Мануил Георгиу от Селица, които най-вероятно са поканени специално за изготвянето на надписа.
В архива на Солунската митрополия са запазени османски нотариални актове на манастира от 1845 година.
Вероятно при обновяването на нартекса са изработени и изключително впечатляващите резбовани дървени тавани в католикона, едни от малкото оцелели от времето.